# Абдуллинська сільська рада
Абду́ллинська сільська рада (рос. Абдуллинский сельский совет) — муніципальне утворення у складі Мечетлінського району Башкортостану, Росія. Адміністративний центр — присілок Абдуллино.

## Населення
Населення — 672 особи (2019, 691 в 2010, 774 в 2002).

## Склад
До складу поселення входять такі населені пункти:
| Населений пункт     | Населення, осіб (2002) | Населення, осіб (2010) |
| ------------------- | ---------------------- | ---------------------- |
| Абдуллино, присілок | 553                    | 510                    |
| Жвакіно, присілок   | 11                     | 1                      |
| Ключевий, присілок  | 210                    | 180                    |